# Палатальные аффрикаты
Палата́льные аффрика́ты — согласные звуки со взрывным началом (экскурсией) и щелевым завершением (рекурсией), образуемые при поднятии средней части спинки языка, смыкающейся или сближающейся с твёрдым нёбом. По месту прохождения воздушной струи при образовании щелевой фазы различают срединные и латеральные (боковые) палатальные аффрикаты. По типу фонации различают глухие и звонкие палатальные аффрикаты.

## Срединные
К срединным аффрикатам относят глухую аффрикату [cç] и звонкую аффрикату [ɟʝ]. Данные аффрикаты распространены в основном в Центральной и Южной Азии, прежде всего на территории Индии и в сопредельных с Индией регионах. В Европе, Африке, Южной Америке и Восточной Азии встречаются в ограниченном числе языков. Сравнительно широко аффрикаты [cç] и [ɟʝ] представлены в сино-тибетских, индоарийских и дравидийских языках, а также в австроазиатских языках ветви мунда. В европейском регионе палатальные аффрикаты встречаются, в частности, в венгерском, коми-зырянском и албанском языках.
В тех или иных языках мира отмечают срединные палатальные аффрикаты с дополнительной артикуляцией:
- [cçʰ] — аспирированный (придыхательный) (в сино-тибетских и индоарийских языках)[6];
- [cçʷ], [ɟʝʷ] — лабиализованный (в языках акан, аанта[англ.] и нзима семьи ква)[7][8];
- [cçː], [ɟʝː] — долгий (в финно-угорском венгерском языке и индоарийском сингальском языке)[9][10];
- [cçʷʰ] — лабиализованный аспирированный (в языке акан)[11];
- [ɲɟʝ] — преназализованный (в чадском языке тера)[12].

В нахско-дагестанском гунзибском языке, в омотском языке бенч, эфиосемитском языке харари, а также в нило-сахарских языках мекан и гумуз отмечается непульмоническая абруптивная аффриката [cçʼ].
Срединные палатальные аффрикаты близки по произношению сибилянтным аффрикатам — звонкой альвеоло-палатальной аффрикате [d͡ʑ] и глухой альвеоло-палатальной аффрикате [tɕ].

## Латеральные
Кроме аффрикат со срединным типом образования отмечаются также редко встречающиеся в языках мира латеральные (боковые) палатальные аффрикаты: глухая [cʎ̥˔] и звонкая [ɟʎ̝]. Глухой звук известен в распространённом в Танзании изолированном языке хадза, звонкий — в койсанском языке сандаве.
В африканских языках дахало, иракв, сандаве и хадза встречается помимо этого непульмоническая абруптивная палатальная латеральная аффриката [cʎ̝̊ʼ]. Например, в языке хадза этот звук встречается в слове [mitcʎ̝̊ʼa] «кость».